# Hisako Aoishi
Hisako Aoishi es una deportista japonesa que compitió en natación sincronizada. Ganó dos medallas de bronce en el Campeonato Mundial de Natación, en los años 1986 y 1991.

## Palmarés internacional
| Campeonato Mundial | Campeonato Mundial | Campeonato Mundial | Campeonato Mundial |
| Año                | Lugar              | Medalla            | Prueba             |
| ------------------ | ------------------ | ------------------ | ------------------ |
| 1986               | Madrid (España)    | Medalla de bronce  | Equipo             |
| 1991               | Perth (Australia)  | Medalla de bronce  | Equipo             |